# Винце
Винце или Винци (на македонска литературна норма: Винце; на албански: Vinca) е село в Северна Македония, в община Куманово.

## География
Селото е разположено в областта Блатия, недалеч от левия бряг на река Пчиня в западното подножие на Градищанската планина.

## История
В края на XIX век Винце е българско село в Кумановска каза на Османската империя. Църквата „Свети Никола“ е от 1845 година. Според статистиката на Васил Кънчов („Македония. Етнография и статистика“) от 1900 г. Винци е село, населявано от 588 жители българи християни.
Цялото население на селото е под върховенството на Българската екзархия. По данни на секретаря на екзархията Димитър Мишев („La Macédoine et sa Population Chrétienne“) в 1905 година във Винци има 688 българи екзархисти и в селото функционира българско училище.
В учебната 1907/1908 година според Йован Хадживасилевич в селото има екзархийско училище.
В 1910 година селото пострадва при обезоръжителната акция.
При избухването на Балканската война в 1912 година 11 души от Винце са доброволци в Македоно-одринското опълчение.
След Междусъюзническата война в 1913 година селото попада в Сърбия.
На етническата си карта от 1927 година Леонард Шулце Йена показва Винци като сръбско село.
През 1942 година Христо Вакарелски отбелязва, че местните жители, както и съседите им в посока Овче поле, се наричат „котурци“.
Според преброяването от 1994 година във Винце има 112 северномакедонци и 1 сърбин. Според преброяването от 2002 година селото има 90 жители, всички северномакедонци.

## Личности
Родени във Винце
- Гоне Манев, български революционер, четник на Дончо Ангелов в 1915 година[10]
- Захарий Рашко-Призренски (? – 1830), митрополит на Цариградската патриаршия
- Иван Бальов, кумановски селски войвода на ВМОРО
- Милош Георги, населен в махалата Харуджи Салахудин на Скопие, българин, православен, арестуван на 18 юни 1903 година, обвинен в „участие във воденето на работите на комитета чрез търсене на пари от населението на село Кадъкьой в името на споменатия комитет с намерение да се наруши порядъкът в махалата Пазар в Скопие“, осъден на 5 години каторга, амнистиран с общата амнистия от 12 април 1904 година[11]
- Стефко Тасев Янев (1889 – 1913), македоно-одрински опълченец, 3 рота на 2 скопска дружина, ранен на 26 ноември 1912 година.[12] Починал в болница следващата година.[13]
- Траян Стойчев (1879 – след 1943), български революционер
- Тръпко Виличков (1877 – ?), кумановски войвода на ВМОРО

Починали във Винце
- Васил Георгиев Хънтев, български военен деец, подофицер, загинал през Втората световна война[14]